# Antimon-pentaszulfid
Az antimon-pentaszulfid vagy antimon(V)-szulfid (INN: antimony pentasulfide) egy szervetlen vegyület, amelynek az összegképlete Sb2S5. Az antimon oxidációs száma benne +5. Narancsvörös színű, kristályos por. Vízben gyakorlatilag oldhatatlan.

## Kémiai tulajdonságai
Vízben oldhatatlan, de sósavban oldható, ekkor antimon-trikloriddá alakul és kén válik ki. Feloldódik lúgok, ammónium-szulfid, és alkálifém-szulfidok oldatában is. Ekkor úgynevezett tioantimonátok keletkeznek. Hevítés hatására elbomlik, a bomlás termékei az antimon-triszulfid és a kén. Ekkor a kén szublimál, az antimon-triszulfid visszamarad fekete, kristályos anyagként. Levegőn fehér fénnyel elég, antimon-oxid és kén-dioxid keletkezik. Ha kálium-kloráttal keverik össze, meggyullad és elég.

## Előállítása
Ha antimon(V)-vegyületek vizes oldatába kén-hidrogént vezetnek, az antimon-pentaszulfid narancsvörös csapadékként válik ki. Ha a nátrium-tioantimonátot (vagy más néven Schlippe-féle só, Na3SbS5) sósavval, vagy kénsavval bontanak el, szintén antimon-pentaszulfid keletkezik.
{\displaystyle \mathrm {2\ Na_{3}SbS_{4}+3\ H_{2}SO_{4}\rightarrow Sb_{2}S_{5}+3\ Na_{2}SO_{4}+3\ H_{2}S} }

## Felhasználása
Az antimon-pentaszulfid kaucsuk vulkanizálására használható, mert könnyen antimon-triszulfidra és kénre bomlik. Az így készített guminak jellegzetes, vörös színe van. A gyufagyártásban kálium-kloráttal keverve a gyufa fejében alkalmazzák. Ez a keverék könnyen meggyullad, és lángra lobbantja a gyufaszálat is. A pirotechnikában tűzijátékok készítéséhez alkalmazzák. Vörös színű olaj- és vízfestékek készítésére is felhasználják az antimon-pentaszulfidot, mint pigmentet. A gyógyászatban köptetőként és nyálkaoldóként alkalmazzák.